# Urbanus Rhegius
Urbanus Rhegius (* Mai 1489 in Langenargen; † 23. Mai 1541 in Celle; eigentlich Urban Rieger) war ein Reformator, der ungewöhnlicherweise sowohl in Süd- als auch in Norddeutschland aktiv war. Obgleich er sich im Austausch mit anderen Reformatoren stets für eine „evangelische Einheit“ und einen religiösen Ausgleich im Heiligen Römischen Reich einsetzte, waren seine Hoffnungen auf eine solche Einigung gering. Er selbst sah als Zeichen der „wahren“ Kirche zunehmend die lutherische Deutung des Evangeliums.

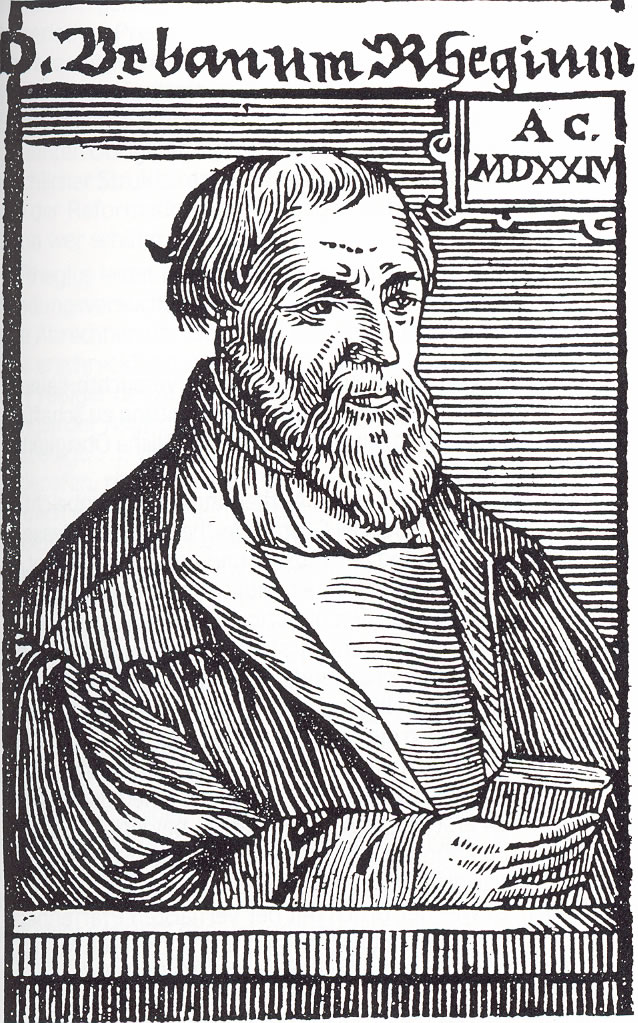
Urbanus Rhegius

## Leben
Der Sohn des Priesters Konrad Rieger besuchte zunächst die Lateinschule in Lindau und studierte später in Freiburg im Breisgau, Ingolstadt, Tübingen und Basel, unter anderem bei Johannes Eck. 1519 wurde er in Konstanz zum Priester geweiht und erhielt 1520 eine Stelle als Domprediger in Augsburg.
Nach seinem Amtsantritt verkündete er noch pflichtgemäß die päpstliche Bulle Exsurge Domine gegen Martin Luther, geriet jedoch durch seine kritische Haltung gegen den Ablasshandel bald selbst in Konflikt mit den kirchlichen Autoritäten. Er wurde 1521 entlassen, nachdem er eine Verteidigungsschrift für Luther verfasst hatte, in welcher er deutlich antirömische Positionen vertrat. Er arbeitete einige Zeit als Kaplan in Hall in Tirol und kehrte 1524 als evangelischer Pfarrer zurück nach Augsburg.

### Wirken in Augsburg
In den folgenden Jahren verfasste Rhegius unter anderem eine Schrift gegen Andreas Karlstadt und eine Arbeit gegen die Leibeigenschaft, die Luther im Bauernkrieg als vorbildlich herausstellte. Im Abendmahlsstreit zwischen Luther und Zwingli bemühte er sich um Vermittlung und beteiligte sich auf dem Reichstag zu Augsburg 1530 an der Formulierung der Confessio Augustana.

### Lüneburger Zeit
1530 folgte Rhegius einer Einladung des Herzogs Ernst I. von Lüneburg nach Celle, wo er sich als Superintendent der Ausbildung von Pastoren und insbesondere der Abfassung von Lehrbüchern sowie von Prüfungs- und Kirchenordnungen widmete. Außer in Lüneburg trug er damit auch in Hannover maßgeblich zum Durchbruch der Reformation bei.
Durch Briefwechsel, Gutachten und persönliche Zusammentreffen mit anderen Reformatoren, etwa auf dem Religionsgespräch zu Hagenau, war Rhegius weit über seine Wirkungsstätte hinaus einflussreich. Unter anderem bezog er Stellung gegen die Täufer in Münster und setzte sich 1540 für die Juden in Braunschweig ein, die er auch für den christlichen Glauben zu gewinnen suchte.
Rhegius stand in direktem Kontakt mit dem ersten Bürgermeister nach der Reformation in Hannover Anton von Berckhusen, der zugleich Diakon an der dortigen Marktkirche war; der Superintendent in Celle hatte 1536 eine reformatorische Kirchenordnung für Hannover erarbeitet.

### Familie
Seit 1525 war Urbanus Rhegius mit der Augsburgerin Anna Weißbrugger verheiratet und wurde Vater von vier Söhnen und acht Töchtern. Ein dreizehntes Kind, dessen Geschlecht nicht bekannt ist, wurde nach seinem Tod geboren und ist bald verstorben.

## Schriften (Auswahl)
- Novae doctrinae ad veterem collatio.  Andreas Cratander, Basel 1526 (Digitalisat).
- Die new leer sambt jrer Verlegung. 1527.
- Seelenarznei. 1529 (Trostschrift, wurde später in zehn Sprachen veröffentlicht und erreichte 90 Auflagen)
- Formulae quadam. 1535.
- Dialogus von der schönen Predigt. 1536.
- Gesamtausgabe der lateinischen Schriften: Opera Urbani Regii latine edita, 3 Bde., Nürnberg 1562.

## Benennungen
Im Kirchenkreis Celle ist das Urbanius-Rhegius Haus nach ihm benannt. Dort halten die Kirchenkreissynode und andere Gremien ihre Treffen ab.